# Vladímir Mozheiko
Vladímir Nikoláyevich Mozheiko –también escrito como Vladimir Mazeiko, en ruso, Владимир Николаевич Можейко– (Mózyr, URSS, 7 de marzo de 1967) es un deportista soviético que compitió en piragüismo en la modalidad de aguas tranquilas. Ganó una medalla de bronce en el Campeonato Mundial de Piragüismo de 1990, en la prueba de K2 10 000 m.

## Palmarés internacional
| Campeonato Mundial | Campeonato Mundial | Campeonato Mundial | Campeonato Mundial |
| Año                | Lugar              | Medalla            | Competición        |
| ------------------ | ------------------ | ------------------ | ------------------ |
| 1990               | Poznań (Polonia)   | Medalla de bronce  | K2 10 000 m        |